# Savo Vučević
Savo Vučević (in montenegrino Саво Вучевић; Antivari, 27 gennaio 1957) è un ex cestista e allenatore di pallacanestro montenegrino con cittadinanza francese, fino al 2003 jugoslavo.

## Biografia
È marito della giocatrice di pallamano Ljiljana Mugoša, campionessa olimpica nel 1984, e cognato di Nikola Antić.
È zio del cestista Nikola Vučević e fratello di Borislav Vučević, entrambi cestisti.

## Palmarès

### Allenatore
- Campionato belga: 2

Spirou Charleroi: 2002-03, 2003-04
- Coppa del Belgio: 1

Spirou Charleroi: 2003

#### Individuale
- Miglior allenatore della LNB Pro A: 1

Cholet Basket: 2001-02